# Arash (zanger)

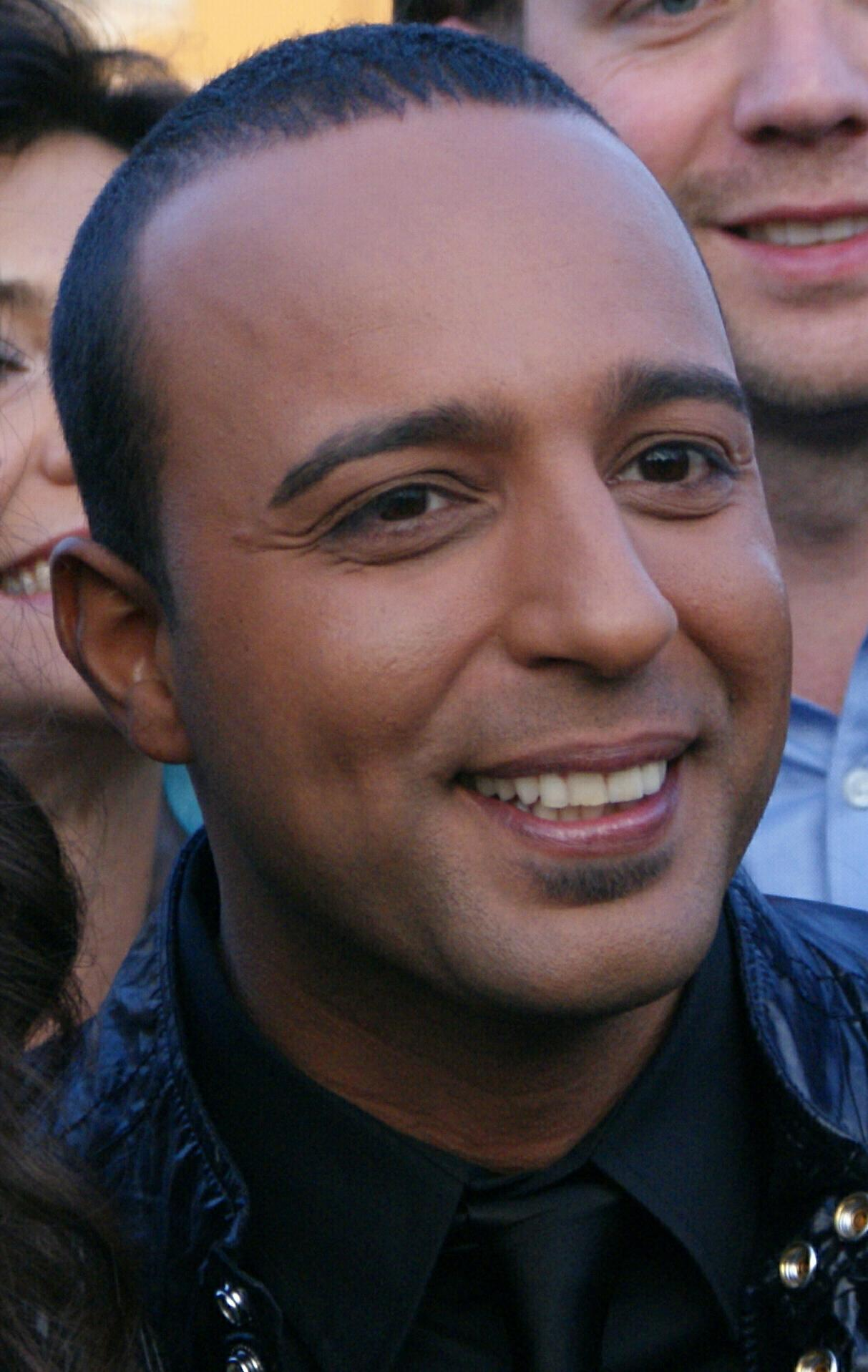
Arash in 2009

Arash luisterⓘ; Perzisch: آرش (ɑːˈɾæʃ) (Teheran, 23 april 1978) is een Iraanse zanger, tekstschrijver en muziekproducent woonachtig in het Zweedse Malmö. Zijn volledige naam is Arash Labaf. Hij groeide op in de Iraanse hoofdstad Teheran en emigreerde op tienjarige leeftijd naar Zweden. Hij was al van kinds af aan met muziek bezig maar pas vanaf na zijn studiejaren nam dit serieuze vormen aan.
In een interview met de Perzische BBC heeft Arash aangegeven dat zijn vader is geboren in de Iraanse stad Isfahan en zijn moeder in de Iraanse stad Shiraz. Tijdens Eurovisiesongfestival 2009 werd bekend dat hij ook Azerbeidzjaanse wortels heeft. Zijn grootvader kwam namelijk hiervandaan.
Hij begon eerst met het schrijven en produceren van muziek. Hij zat maandenlang in de studio maar niet voor niets. Zijn eerste single 'Boro boro' werd een grote hit. Deze single kwam uit in september 2004. Hierna kwam ook zijn single 'Tike tike kardi' uit.
Zijn debuutalbum Arash Arash, kwam in juni 2005 uit. De eerste single van dit album was het succesvolle liedje Temptation (met Rebecca Zadig), dat in diverse Europese landen de hitlijsten behaalde. In 2006 won Arash een EBBA Award. De European Border Breakers Awards (EBBA) zijn prijzen die jaarlijks worden uitgereikt aan tien jonge veelbelovende Europese artiesten die het afgelopen jaar succesvol buiten de eigen landsgrenzen debuteerden.
Arash produceerde ook een single met de bekende DJ Aligator, ook van Iraanse afkomst. De song heet 'Music is my language'.
In 2009 deed Arash mee aan het Eurovisiesongfestival in Moskou. Samen met zangeres AySel vertegenwoordigde hij Azerbeidzjan met het nummer Always. Ze werden derde.
In 2010 was Arash een van de songwriters van de Zweedse inzending voor het Junior Eurovisiesongfestival 2010. Josefine Ridell heeft het lied 'Allt Jag Vill Ha' gezongen in Minsk (Wit-Rusland) en werd daar 11e voor Zweden.

## Discografie

### Singles
| Single met eventuele hitnotering(en) in de Nederlandse Top 40 | Datum van verschijnen | Datum van binnenkomst | Hoogste positie | Aantal weken | Opmerkingen   |
| ------------------------------------------------------------- | --------------------- | --------------------- | --------------- | ------------ | ------------- |
| Boro Boro                                                     | 2004                  | 17-06-2005            | tip15           | -            |               |
| She Makes Me Go                                               | 2012                  | 25-05-2013            | tip20           | -            | met Sean Paul |

| Single met hitnotering(en) in de Vlaamse Ultratop 50 | Datum van verschijnen | Datum van binnenkomst | Hoogste positie | Aantal weken | Opmerkingen   |
| ---------------------------------------------------- | --------------------- | --------------------- | --------------- | ------------ | ------------- |
| She Makes Me Go                                      | 2012                  | 16-03-2013            | tip76*          |              | met Sean Paul |

2008: Elnur & Samir · 
2009: AySel & Arash · 
2010: Səfurə Əlizadə · 
2011: Ell & Nikki · 
2012: Səbinə Babayeva · 
2013: Fərid Məmmədov · 
2014: Dilarə Kazımova · 
2015: Elnur Hüseynov · 
2016: Səmra Rəhimli · 
2017: Dihaj · 
2018: Aysel Məmmədova · 
2019: Chingiz · 
2021: Efendi · 
2022: Nadir Rüstəmli · 
2023: TuralTuranX · 
2024: Fahree feat. İlkin Dövlətov · 
2025: Mamagama
- Bibsys: 10049726
- Gemeinsame Normdatei: 135507251
- International Standard Name Identifier: 0000 0000 5740 3354
- MusicBrainz: 0e34ee8b-ac1f-4c95-aba7-856cca40ffb2
- Nationale Bibliotheek van Tsjechië: xx0035478
- Virtual International Authority File: 80230486
- WorldCat: E39PBJtCG8G43c3hrpPmxpHXBP